# Liste d'unités militaires ayant tenu garnison à Vannes
Depuis 1793, de nombreuses unités militaires ont tenu garnison à Vannes. La préfecture du Morbihan a, depuis sa création à la fin du Ier siècle av. J.-C. été le lieu de villégiature de nombreuses forces militaires.

## Sous l'ancien régime
La présence de régiments à Vannes est ponctuelle, la taille de ceux-ci ne dépassent pas 700 hommes.
- 1763 : Régiment de Vivarais
- 1764-1765 : Régiment de Bretagne
- 1776 : Régiment d'Agénois
- 1778 : Régiment de Rouergue
- 1790 : Régiment de Walsh

## De la révolution à 1870
La découpe territoriale rattache Vannes à la 31e Division :
- 1791 : 21e régiment de Cavalerie (issu du régiment Royal-Picardie)
- 1792 : 72e régiment d'infanterie de ligne
- 1794-1800 : Légion de Vannes (Armée catholique et royale du Morbihan)
- 1800 : 52e régiment d'infanterie de ligne
- 1804 -1805 : 37e régiment d'infanterie de ligne
- 1806 : Compagnie départementale de Réserve
- 1808 : 6e régiment d'artillerie
- 1810 : 7e régiment de chasseurs à cheval
- 1814 : 67e régiment d'infanterie de ligne
- 1825 : 75e régiment d'infanterie de ligne
- 1828-1844 : 5e régiment d'infanterie de ligne
- 1836 : 65e régiment d'infanterie de ligne
- 1846-1847 : 11e régiment d'infanterie de ligne
- 1860 : 43e régiment d'infanterie de ligne
- 1864 : 74e régiment d'infanterie de ligne

## De 1870 à la Première Guerre mondiale
États-Majors :
- de la 22e division d'infanterie
  - 43e Brigade d'Infanterie
    - 116e régiment d'infanterie de ligne (s'établit définitivement en 1898)
      - 316e régiment d'infanterie
- de la 11e Brigade d'Artillerie :
  - 28e régiment d’artillerie de campagne
  - Le 35e régiment d’artillerie de campagne (création à Vannes en 1873)
- du 85e régiment d'infanterie territoriale

- Camp de Meucon : camp d'instruction du XIe Corps d'Armée
- École d'Artillerie du XIe Corps d'Armée (1874)

## De 1918 à 1946
- Le 35e régiment d’artillerie de campagne jusqu'en 1939

Les régiments d'artillerie sont dissous et remplacés par :
- Un bataillon du 65e régiment d'infanterie de ligne
- 505e régiment de chars de combat.

## De 1946 à 1963
- 10e Régiment d'Artillerie (dissous en 1962),
- 32e régiment d'infanterie de ligne
- 71e régiment d'infanterie de ligne
- Le Camp Léger de Meucon abrite une École de Cadres (1946 - disparue en 1947)
- 1er Demi-Brigade Coloniale de Commandos Parachutistes (lère DBCCP) (1947 - transférée en 1954 à Bayonne)
- 5e régiment de cuirassiers (1948 - transféré en Allemagne, en 1962)

## De 1963 à 1996
La coloniale :
- 3e régiment d'infanterie de marine
- régiment d'infanterie-chars de marine (transféré à Poitiers en 1996)
- centre mobilisateur 116 (1960-1980)

## Depuis 1996
- 3e régiment d'infanterie de marine
  - détachement du 2e régiment du matériel de Bruz (1999)

## Pour approfondir